# Cyclopina exigua
Cyclopina exigua is een eenoogkreeftjessoort uit de familie van de Cyclopinidae. De wetenschappelijke naam van de soort is voor het eerst geldig gepubliceerd in 1974 door Herbst.